# Burg Falkenstein (Philippsbourg)
Burg Falkenstein (deutsch auch der Falkenstein, frz. château du Falkenstein) ist die Ruine einer Felsenburg aus dem 12. Jahrhundert in der Nähe der Gemeinde Philippsbourg (deutsch Philippsburg) im  Département Moselle (Lothringen). Seitdem sie im 17. Jahrhundert zerstört wurde, ist sie eine Ruine. Sie befindet sich auf einem 120 Meter langen, etwa 22 Meter hohen und drei bis acht Meter breiten Sandsteinfelsen in 386 Meter Höhe. Etwa hundert Meter entfernt, am östlichen Ende des Berges, befindet sich die Ruine der Burg Helfenstein.

## Geschichte

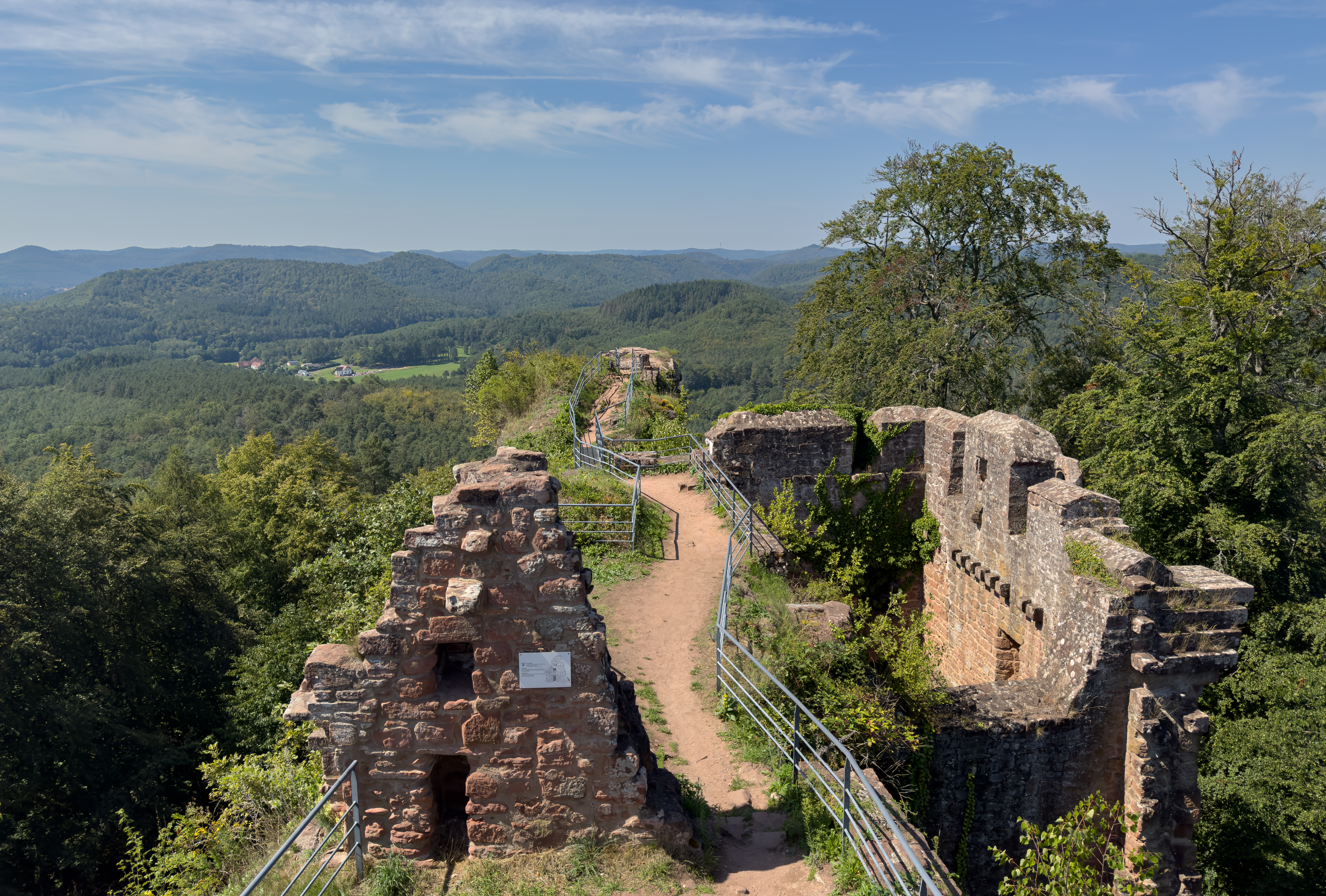
Blick von der Burg Falkenstein

Das Falkensteiner Tal gehörte im 11. Jahrhundert zur Grafschaft Lützelburg. Die Burg wurde 1127 von Graf Peter von Lützelburg als Schutz gegen das Vordringen der Staufer nach Westen errichtet. Die Lützelburger starben im Laufe des Jahrhunderts aus, und es folgte ein Erbstreit zwischen den Grafen Montbéliard und den Grafen von Saarwerden. Kaiser Friedrich Barbarossa griff 1143 in den Streit ein und gab die Burg an Graf Volmar von Saarwerden. Die Ministerialen der Burg trugen 1205 ihr Amt als Lehen der Grafen von Saarwerden. In jenem Jahr wurde auch der erste bekannte Falkensteiner, Jacob von Falkenstein, genannt.
Die Falkensteiner verbündeten sich 1316 mit Ludwig dem Bayern gegen Friedrich den Schönen. Ab 1328 war die Burg im Besitz von Graf Friedrich II. von Saarwerden. Dieser gab seinen Teil 1334 an Graf Wilhelm von Windstein ab. Ein Jahr später herrschte Burgfrieden zwischen den Falkensteinern und den Grafen von Saarwerden.
1377 wurde die Burg durch die Herren von Lichtenberg belagert, erobert und war nun Allod der Herren von Lichtenberg. Die Burg wurde aber anschließend den Falkensteinern als Lehen wieder gegeben. Formal war sie nun dem Amt Ingweiler der Herrschaft Lichtenberg und später den Erben der Herren von Lichtenberg, ab 1480 der Grafschaft Zweibrücken-Bitsch, ab 1570 der Grafschaft Hanau-Lichtenberg und ab 1736 der Landgrafschaft Hessen-Darmstadt, zugeordnet. Als vergebenes Lehen war die Burg aber eine Einheit, die weitgehend außerhalb der Zuständigkeit der Amtsverwaltung in Ingweiler durch die Falkensteiner verwaltet wurde.
Die Herren von Finstingen-Brakenkopf bekamen 1414 den saarwerdischen Anteil. 60 Jahre später, also 1474, starb Wilhelm von Falkenstein, woraufhin seine Söhne Gottfried, Ortlieb und Wilhelm die Burg erbten und bewohnten. Anlässlich innerfamiliärer Streitigkeiten erhielt der Pfalzgraf 1483 das Öffnungsrecht. Nach diesem Ereignis wurde die Burgkapelle 1487 durch Wilhelm von Falkenstein gestiftet.
Die Burg ging 1515 in den alleinigen Besitz der Falkensteiner über. Sie verkauften im Februar 1564 ihre letzten Rechte an Graf Philipp IV. von Hanau-Lichtenberg. Infolge eines fünftägigen Brandes, verursacht durch einen Blitzschlag am 19. April 1564, wurde die Burg schwer beschädigt. Nur notdürftig ausgebessert diente sie seitdem nur noch als Forstamt.
Der Hanau-Lichtenberger Besitz wurde 1572 vom Herzog von Lothringen beansprucht. Jedoch ging die Burg im Jahr 1606 nach einem Vergleich wieder in den Besitz der Falkensteiner über. Im Zuge des Dreißigjährigen Krieges wurde sie 1623 durch Mansfelder Truppen geplündert, beschädigt und 1676 bis 1680 durch französische Truppen endgültig zerstört.
Seit Dezember 1999 war der Zutritt zur Burgruine wegen Sturmschäden verboten. Bis Juli 2013 wurde die Burg generalsaniert und ist seitdem wieder frei zugänglich.

## Baugeschichte
Die Burg wurde im 12. Jahrhundert errichtet, der Mauerturm am Nordende der Oberburg von 1220 bis 1230. Die Türme an der Westseite entstanden ebenfalls im 13. Jahrhundert. Die obere Platte des Bergfelsens wurde im 14. Jahrhundert durch einen Abschnittsgraben und einen neuen Mantel geteilt. So entstanden ein zweiter Vorhof und ein zweiter Zugang. Die Burg wurde im 15. und 16. Jahrhundert für den Schusswaffengebrauch umgestaltet, im Inneren wurden Renaissancegebäude errichtet. Im 20. Jahrhundert wurde die zerstörte Anlage teilweise restauriert. Der Tourismusausschuss des Departements Moselle pflegt die Ruine.